# ميغان كامبل
ميغان كامبل (بالإنجليزية: Megan Campbell) (28 يونيو 1993 في جمهورية أيرلندا - ) هي لاعبة كرة قدم أيرلندية في مركز الدفاع. شاركت مع منتخب جمهورية أيرلندا لكرة القدم للسيدات. أما مع النوادي، فقد لعبت مع مانشستر سيتي وSt Francis L.F.C. ‏ ومانشستر سيتي للسيدات وRaheny United F.C. ‏.

## وصلات خارجية
- ميغان كامبل على موقع الاتحاد الدولي (مؤرشف)  (الإنجليزية)
- ميغان كامبل على موقع الاتحاد الأوربي (الإنجليزية)
- ميغان كامبل على موقع قاعدة بيانات كرة القدم.إي يو (الإنجليزية)
- ميغان كامبل على موقع Soccerway.com (الإنجليزية)